# بوحنيين (يكرن)
بوحنيين هو دُوَّار يقع بجماعة مثيوة، إقليم شفشاون، جهة طنجة تطوان الحسيمة في المملكة المغربية. ينتمي الدوّار لمشيخة يكرن التي تضم 20 دواوير. يقدر عدد سكانه بـ 488 نسمة حسب الإحصاء الرسمي للسكان والسكنى لسنة 2004.

## روابط خارجية
- البوابة الوطنية للجماعات الترابية نسخة محفوظة 12 مارس 2018 على موقع واي باك مشين.
- المندوبية السامية للتخطيط